# 寿都駅
寿都駅（すつえき）は、かつて北海道寿都郡寿都町に存在した寿都鉄道の駅（廃駅）である。

## 概要
- 1920年（大正9年）10月24日 - 開業。
- 1968年（昭和43年）8月14日 - 休止となる[3]。
- 1972年（昭和47年）5月11日 - 寿都鉄道廃線に伴い廃止。

## 駅構造
南東の黒松内方面から北西方向へ伸びる構内で、駅舎は東側（海側）の北寄りに有り、駅舎に接する単式ホーム1面1線を有し、その本線は北側で引き上げ線となって構内端の踏切を超え、北側に隣接する土場の中央へ伸びていた。駅舎横の南側（黒松内方面）は切欠きの貨物ホームとなっていて、2本の貨物線が本線南側から引き込まれていた。駅裏側には2本の留置線とその外側に機回し線があり、その裏には南側端から炭水所と機関車庫、中央やや南に転車台、その北に気動車庫が設置され、それぞれへの多くの側線を有していた。また、駅裏北側には三菱鉱業寿都鉱山の積込みホッパーと引込線があり、北西方向の裏山にあった竪坑からのベルトコンベアがホッパーへ引き込まれて、当鉱山が閉山した1962年（昭和37年）まで稼働した。

## 駅周辺
駅跡地は寿都町役場となっている。
- 北海道道272号寿都停車場線
- 国道229号
- 寿都町総合文化センター（津軽藩寿都陣屋跡の説明板あり）
- 寿都保育園
- 寿都中学校

## 隣の駅
寿都鉄道
樽岸駅 - 寿都駅